# Ondrej Nepela
Ondrej Nepela (22. ledna 1951 Bratislava – 2. února 1989 Mannheim, Německo) byl slovenský krasobruslař.

## Biografie
Ondrej Nepela začal bruslit v 7 letech, jeho trenérkou byla Hilda Múdra. Trénovala ho 15 let a pod jejím vedením se stal osminásobným mistrem ČSSR, pětinásobným mistrem Evropy, trojnásobným mistrem světa, akademickým mistrem světa, i olympijským vítězem. Třikrát se zúčastnil zimních olympijských her. Debutoval jako třináctiletý v Innsbrucku 1964 (22. místo), v Grenoblu 1968 skončil osmý. Vrcholem jeho kariéry byl zisk zlaté olympijské medaile v Sapporu 1972.
Krasobruslení naplňovalo jeho život, obětoval mu takřka všechno, bylo mu podřízeno téměř celé jeho dětství. Dlouhá léta trénoval už od šesti hodin ráno na ledě, následovala škola a pak zase trénink. Až do maturity se ale účastnil řádně školní docházky a nepožíval žádné mimořádné úlevy. S výjimkou jízdy na koni se o žádný jiný sport nezajímal.
Nepelovou krasobruslařskou předností byly povinné cviky, ovšem i ve volných jízdách se prezentoval velmi dobře. Jako slabinu lze nejspíše označit jeho menší schopnost improvizace. Za sportovní úspěchy mu bylo uděleno ocenění Nejlepší československý sportovec roku 1971. Po skončení amatérské kariéry v roce 1973 účinkoval 13 let jako profesionální krasobruslař v lední revue Holiday on Ice. Po jejím ukončení získal trenérskou licenci a pracoval v Západním Německu. V Mannheimu trénoval německou krasobruslařku Claudii Leistnerovou, která se roku 1988 stala mistryní Evropy.
Ondrej Nepela zemřel na rakovinu lymfatických uzlin ve věku 38 let v Německu. Stal se prvním známým sportovcem, který podlehl infekci HIV. Soudobá média v Československu však příčinu jeho smrti tabuizovala, stejně jako jeho homosexuální orientaci.
Na jeho památku je od roku 1991 pořádán v Bratislavě mezinárodní krasobruslařský závod Nepela Memorial. Dne 21. prosince 2000 byl Ondrej Nepela v celostátní anketě vyhlášen nejúspěšnějším slovenským sportovcem 20. století, cenu za něj převzala jeho bývalá trenérka Hilda Múdra. Dne 21. ledna 2011 byl na mistrovství Evropy v Bratislavě znovu otevřen zrekonstruovaný zimní stadion nesoucí jeho jméno. Roku 2019 byl Nepela uveden do World Figure Skating Hall of Fame ve World Skating Museum v americkém Colorado Springs.

## Úspěchy
| Olympijské hry                                         | Mistrovství světa | Mistrovství Evropy | Mistrovství Československa |
| ------------------------------------------------------ | --- | --- | --- |
| - 1964 – 22. místo - 1968 – 8. místo - 1972 – 1. místo | - 1964 – 17. místo - 1965 – nezúčastnil se - 1966 – 8. místo - 1967 – nezúčastnil se - 1968 – nezúčastnil se - 1969 – 2. místo - 1970 – 2. místo - 1971 – 1. místo - 1972 – 1. místo - 1973 – 1. místo | - 1964 – nezúčastnil se - 1965 – 8. místo - 1966 – 3. místo - 1967 – 3. místo - 1968 – 3. místo - 1969 – 1. místo - 1970 – 1. místo - 1971 – 1. místo - 1972 – 1. místo - 1973 – 1. místo | - 1964 – 2. místo - 1965 – 1. místo - 1966 – 1. místo - 1967 – 1. místo - 1968 – 1. místo - 1969 – 1. místo - 1971 – 1. místo - 1972 – 1. místo - 1973 – 1. místo |

## Biografické filmy
- Ondrej Nepela (Juraj Jakubisko, 1973, SFÚ, 22 minut)[4]
- Příběhy slavných: O co tančil Ondrej Nepela (K. Vondrová, 2007, ČT, 52 minut)[5]